# P21
p21, WAF1 (także inhibitor kinaz zależnych od cyklin lub białko oddziałujące z CDK 1) – białko, które u człowieka kodowane jest przez gen CDKN1A, zlokalizowany na chromosomie 6 (6p21.2).

## Funkcja
Białko p21 jest silnym inhibitorem kinaz zależnych od cyklin (CKI, z ang. cyclin-dependent kinase inhibitor): wiąże się z kompleksami cyklin CDK2 lub CDK4, hamując ich aktywność. Tym samym działa jako regulator cyklu komórkowego w fazie G1. Ekspresja genu jest ściśle kontrolowana przez białko supresorowe p53, co stanowi dowód jego powiązania z procesem zawieszenia cyklu w odpowiedzi na bodźce stresowe. Odkrycie tego mechanizmu we wczesnych latach 90. umożliwiło zrozumienie, dlaczego komórki przestają się dzielić w odpowiedzi na szkodliwe czynniki, np. promieniowanie. Oprócz hamowania wzrostu białko p21 może pośredniczyć w procesie starzenia komórkowego; w jednym z badań zostało ono rozpoznane jako inhibitor obecny w zróżnicowanych komórkach. Białko p21 (WAF1) jest w stanie oddziaływać z jądrowym antygenem komórek proliferujących (proliferating cell nuclear antigen − PCNA), czynnikiem dodatkowym polimerazy DNA, i tym samym odgrywać rolę regulatora zarówno przy replikacji materiału genetycznego w fazie S jak i przy naprawie łańcucha. Białko ma być rozcinane specyficznie przez kaspazy typu CASP3, co prowadzi do gwałtownej aktywacji CDK2 i może przyczyniać się do apoptozy wywołanej aktywacją kaspaz. Samo p21 zdaje się być czynnikiem koniecznym, lecz nie wystarczającym do spowodowania apoptozy komórki. Zostały odkryte dwa produkty alternatywnego splicingu, dające jednak w efekcie identyczne białko.
Białko p21 (WAF1) należy do CKI bezpośrednio hamujących aktywność kompleksów: cyklina E/CDK2 i cyklina D/CDK4. W niektórych przypadkach białko p21 ulega ekspresji bez wcześniejszej indukcji przez p53. Odgrywa to istotną rolę w mechanizmie różnicowania niezależnego od białka p53, które to p21 promuje. Tym samym zawieszenie procesu wzrostu sprzyja różnicowaniu. Wytwarzanie p21 jest zależne od dwóch czynników: dostarczonego bodźca i rodzaju rozpatrywanej komórki.
Zgodnie z tym, co zostało napisane wcześniej, p21 pełni ważną funkcję przy odpowiedzi na czynniki stresowe. Białko p21 to główny rezultat transkrypcji aktywowanej produktem genu supresji nowotworów − białkiem p53. Mutacje powodujące utratę funkcji p21 nie przyczyniają się jednak do zwiększonego ryzyka chorób nowotworowych. Potwierdziły to badania na myszach pozbawionych p21, stworzonych metodami inżynierii genetycznej. Mniej oczywistym wynikiem tych badań okazała się zwiększona zdolność do regeneracji przydatków (w tym wypadku małżowina uszna) u takich zwierząt.

## Znaczenie kliniczne
Białko p21 pośredniczy w odporności komórek krwiotwórczych na infekcję wirusem HIV poprzez kompleksowanie wirusowej integrazy i tym samym niedopuszczenie do integracji prowirusa z chromosomem gospodarza.

## Stwierdzone oddziaływania
W literaturze zostały opisane następujące interakcje pomiędzy p21 a innymi białkami: BCCIP, CIZ1, CUL4A, cykliną E1, kinazą zależną od cyklin 2, DDB1, DTL, GADD45A, GADD45G, PCNA, PIM1, kinazą tymidynową 1, TSG101